# شبکه ورزش عربستان سعودی
شبکه ورزش عربستان سعودی (KSA SPORT) یک کانال ورزشی دولتی در عربستان سعودی است. پخش این شبکه از روز ۲۴ سپتامبر ۲۰۰۲ آغاز شد و اکنون با ۴ شبکه فول اچ‌دی در ماهواره‌های یاه‌ست، بدر و نایل‌ست فعالیت می کند. لیگ حرفه‌ای فوتبال عربستان از سال ۲۰۲۱ از شبکه اس‌اس‌سی عربستان سعودی پخش می‌شود.

## شبکه‌ها
- KSA SPORT 1
- KSA SPORT 2
- KSA SPORT 3
- KSA SPORT 4

## پوشش زنده
- لیگ دسته اول فوتبال عربستان سعودی
- لیگ دسته دوم فوتبال عربستان سعودی